# Nocardia aobensis
Espèce
Nocardia aobensis est une espèce de bactéries de la famille des Nocardiaceae.

## Systématique
Le nom correct complet (avec auteur) de ce taxon est Nocardia aobensis Kageyama et al. 2005.

### Étymologie
L'étymologie du nom spécifique de N. aobensis est basée sur le lieu où sa souche type a été isolée :a.ob.en’sis. N.L. masc./fem. adj. aobensis, ce qui signifie qu'elle provient d'Aoba-cho, Chiba, au Japon.